# Баскетбольна ліга АСЕАН
Баскетбольна ліга АСЕАН (АБЛ; англ. ASEAN Basketball League,  ABL) — чоловіча професіональна баскетбольна ліга у Східній та Південно-Східній Азії, яка включає 5 команд з різних країн Південно-Східної Азії, 1 команду з Гонконгу, 2 команди з Макао, та 2 команди з Тайваню. Ліга заснована в малайзійському місті Куала-Лумпур, і її перший сезон розпочався 1 жовтня 2009 року.

## Історія

### Формування
1 вересня 2009 року в Манілі зібралися офіційні представники 6 баскетбольних асоціацій АСЕАН, щоб офіційно запустити нову лігу. У першому сезоні брали участь 6 команд з різних країн Південно-Східної Азії:
| Команда               | Місто/країна                 |
| --------------------- | ---------------------------- |
| «Бруней Барракудас»   | Бандар-Сері-Бегаван, Бруней- |
| «КЛ Дрегонс»          | Куала-Лумпур, Малайзія       |
| «Філіппін Петріотс»   | Сан-Хуан, Філіппіни          |
| «Сатрія Муда БрітАма» | Джакарта, Індонезія          |
| «Сінгапур Слінгерс»   | Сінгапур                     |
| «Таїланд Тайгерс»     | Таїланд                      |

### Розширення ліги
22 вересня 2011 року команда «Бруней Барракудас» повідомила, що відмовляється від участі в третьому сезоні АБЛ після участі в двох перших сезонах. 20 жовтня 2011 року Спортивна академія Сайгона офіційно повідомила про участь команди «Сайгон Хіт» у третьому сезоні АБЛ, після чого вона стала першою професійною баскетбольною командою, яка представляла В'єтнам у міжнародній професійній баскетбольній лізі.
У тому ж сезоні до ліги разом із «Сайгон Хіт» приєдналися «Сан-Мігель Бірмен» і «Бангкок Кобрас». На жаль, «Сан-Мігель Бірмен» покинули лігу після того, як виграли її в 2013 році. «Бангкок Кобрас» також залишили лігу після одного проведеного в ній сезону. Крім того, у 2014 році до ліги приєднався та грав протягом сезону індонезійський клуб «Ласкар Дрея Саут Суматра».
У 2015 році до ліги приєдналися «Філіппінас MX3 Кінгс» і «Моно Вампірс», і обидві команди залишили її в 2016 році. 17 липня 2016 року клуб «Гаосюн Трут» з тайваньського міста Гаосюн повідомив, що він буде брати участь у лізі в сезоні 2016—2017 років. У тому ж році «Іст баскетбол клаб» з Гонконгу підтвердив свою участь у лізі. Ці дві команди були першими командами з-за меж Південно-Східної Азії, які брали участь у лізі.
Філіппінські команди повернулись до ліги 6 серпня 2016 року, коли до її складу приєдналась команда «Алаб Піліпінас». У вересні 2017 року ліга підтвердила прийом 4 нових команд на сезон 2017–18: «CLS Найтс Індонезія», «Формоза Дрімерс», повернення клубу «Моно Вампірс», та клубу з Китаю «Наньхай Кунг-фу» після того, як «Гаосюн Трут» розпався після сьомого сезону ліги.
Після сезону 2018 року клуб «Наньхай Кунг-фу» переїхав до Макао і отримав нову назву «Макао Блек Беарс», а ліга повідомила про вступ команди «Чжухай Вулф Ворріорс», що базувалася в місті Чжухай в дельті річки Сіцзян. 9 вересня 2019 року ліга підтвердила вступ третьої команди з Тайваню, «Тайбей Фубон Брейвз», яка базувалась у Тайбеї, після «Формоза Дрімерс» і розпущеної «Гаосюн Трут». «Тайбей Фубон Брейвз» забезпечив рекордний показник у Супербаскетбольній лізі, та завершив останній сезон у ній чемпіонством після того, як пройшов фінальну серію з 4 ігор. «Тайбей Фубон Брейвз» також є однією з восьми команд, які беруть участь у Кубку чемпіонів Азії ФІБА 2019 року.

### Пандемія COVID-19
Сезон Баскетбольної ліги АСЕАН 2019—2020 років у березні 2020 року було призупинено у зв'язку з пандемією COVID-19, що поставило до невизначеності подальший статус ліги. Вихід з ліги «Моно Вампірс», повідомлення про те, що тайванські команди планують приєднатися до внутрішньої ліги, і неактивність сайту ліги в соціальних мережах були одними з факторів, які підігрівали припущення про те, що ліга згорне свою діяльність. Однак співвласник АБЛ розвіяв такі чутки, та повідомив про відновлення ліги, та заявив, що заплановано провести одинадцятий сезон у 2021 році. Пізніше відновлення ліги були знову відкладено з новою датою початку сезону в лютому 2022 року. На початку 2022 року дату нового старту ліги знову перенесли на вересень 2022 року.

## Команди

### Поточні команди
| Команда                   | Місто / Регіон         | Арена                             | Вміщує | Заснований | Приєднався до АБЛ | Головний тренер   |
| ------------------------- | ---------------------- | --------------------------------- | ------ | ---------- | ----------------- | ----------------- |
| Формоза Дрімерс           | Чжанхуа                | «Чжанхуа Стейдіум»                | 5743   | 2017       | 2017              | Кайл Джуліус      |
| Істерн Спорт Клаб         | Гонконг, район Ван Чай | Саутерн Стейдіум                  | 2000   | 1932       | 2016              | Джордан Брейді    |
| КЛ Дрегонс                | Куала-Лумпур           | «МАБА Стейдіум»                   | 2500   | 2009       | 2009              | Джеймі Перлман    |
| Макао Блек Беарс          | Макао                  | Венетіан Макао, зал D             | НД     | 2017       | 2017              | Чарльз Гантумакос |
| Макао Вулф Ворріорс       | Макао                  | Фошань Шишань Гімназіум, Фошань   | НД     | 2018       | 2018              | Тодд Первес       |
| Макао Вулф Ворріорс       | Макао                  | Чжуншань Шасі Гімназіум, Чжуншань | НД     | 2018       | 2018              | Тодд Первес       |
| Сайгон Хіт                | Хошимін                | «CIS Арена»                       | 2500   | 2011       | 2012              | Кевін Юркус       |
| Сан-Мігель Алаб Піліпінас | Манільська агломерація | Спорткомплекс Калоокан, Калоокан  | 3000   | 2016       | 2016              | Джиммі Алапаг     |
| Сан-Мігель Алаб Піліпінас | Кунета Астродом, Пасай | 12000                             |        | 2016       | 2016              | Джиммі Алапаг     |
| Сан-Мігель Алаб Піліпінас | Лапу-Лапу              | Гупс Доум                         | 6000   | 2016       | 2016              | Джиммі Алапаг     |
| Сан-Мігель Алаб Піліпінас | Санта-Роса, Лагуна     | Спорткомплекс «Санта-Роса»        | 5700   | 2016       | 2016              | Джиммі Алапаг     |
| Сан-Мігель Алаб Піліпінас | Антіполо, Рісаль       | Інарес Сентер                     | 7400   | 2016       | 2016              | Джиммі Алапаг     |
| Сінгапур Слінгерс         | Калланг, Сінгапур      | OCBC Арена                        | 3000   | 2006       | 2009              | Нео Бень Сіянь    |
| Тайбей Фубон Брейвз       | Тайбей                 | Тайбей Хепін Баскетбол Гімназіум  | 5000   | 1983       | 2019              | Сю Чін-че         |

### Колишні команди
| Країна      | Команда                     | Роки | Роки |
| Країна      | Команда                     | Від  | До   |
| ----------- | --------------------------- | ---- | ---- |
| (Бруней)    | Бруней Барракудас           | 2009 | 2011 |
| (Тайвань)   | Гаосюн Трут                 | 2016 | 2017 |
| (Індонезія) | CLS Найтс Індонезія         | 2017 | 2019 |
| (Індонезія) | Індонезія Ворріорс          | 2012 | 2014 |
| (Індонезія) | Ласкар Дрея Саут Суматра    | 2014 | 2014 |
| (Індонезія) | Сатрія Муда                 | 2009 | 2011 |
| (Філіппіни) | AirAsia Філіппінас Петріотс | 2009 | 2012 |
| (Філіппіни) | Філіппінас MX3 Кінгс        | 2015 | 2016 |
| (Філіппіни) | Сан-Мігель Бірмен           | 2012 | 2013 |
| (Таїланд)   | Бангкок Кобрас              | 2012 | 2012 |
| (Таїланд)   | Хайтек Бангкок Сіті         | 2009 | 2016 |
| (Таїланд)   | Моно Вампірс                | 2015 | 2020 |

## Список чемпіонів
У 2010, 2013 із 2016 року чемпіон визначається в серії матчів до 3 перемог, у 2011, 2012 і 2014 — до 2 перемог.
| Сезон     | Фіналісти                                                   | Фіналісти                                                   | Фіналісти                                                   | Півфіналісти                                                | Півфіналісти                                                |
| Сезон     | Чемпіони                                                    | Result                                                      | Фіналісти                                                   | Півфіналісти                                                | Півфіналісти                                                |
| --------- | ----------------------------------------------------------- | ----------------------------------------------------------- | ----------------------------------------------------------- | ----------------------------------------------------------- | ----------------------------------------------------------- |
| 2009–2010 | AirAsia Філіппінас Петріотс^                                | 3–0                                                         | Сатрія Муда                                                 | КЛ Дрегонс                                                  | Сінгапур Слінгерс                                           |
| 2010–2011 | Чанг Таїланд Слеммерс^                                      | 2–0                                                         | Філіппінас Петріотс                                         | Сінгапур Слінгерс                                           | Вестпортс КЛ Дрегонс                                        |
| 2012      | Індонезія Ворріорс                                          | 2–1                                                         | Сан-Мігель Бірмен^                                          | Філіппінас Петріотс                                         | Вестпорт Малайзія Дрегонс                                   |
| 2013      | Сан-Мігель Бірмен^                                          | 3–0                                                         | Індонезія Ворріорс                                          | Таїланд Слеммерс                                            | Вестпортс Малайзія Дрегонс                                  |
| 2014      | Хайтек Бангкок Сіті                                         | 2–0                                                         | Вестпорт Малайзія Дрегонс^                                  | Сайгон Хіт                                                  | Сінгапур Слінгерс                                           |
| 2015–2016 | Вестпорт Малайзія Дрегонс^                                  | 3–2                                                         | Сінгапур Слінгерс                                           | Хайтек Бангкок Сіті                                         | Сайгон Хіт                                                  |
| 2016–2017 | Гонконг Істерн Лонг Лайонс^                                 | 3–1                                                         | Сінгапур Слінгерс                                           | Алаб Піліпінас                                              | Сайгон Хіт                                                  |
| 2017–2018 | Сан-Мігель Алаб Піліпінас                                   | 3–2                                                         | Моно Вампірс                                                | Чонг Сон Кунг-Фу^                                           | Гонконг Істерн                                              |
| 2018–2019 | CLS Найтс Індонезія                                         | 3–2                                                         | Сінгапур Слінгерс                                           | Гонконг Істерн                                              | Моно Вампірс                                                |
| 2019–2020 | Скасований у зв'язку з пандемією коронавірусної хвороби.    | Скасований у зв'язку з пандемією коронавірусної хвороби.    | Скасований у зв'язку з пандемією коронавірусної хвороби.    | Скасований у зв'язку з пандемією коронавірусної хвороби.    | Скасований у зв'язку з пандемією коронавірусної хвороби.    |
| 2020–2021 | Не розпочався у зв'язку з пандемією коронавірусної хвороби. | Не розпочався у зв'язку з пандемією коронавірусної хвороби. | Не розпочався у зв'язку з пандемією коронавірусної хвороби. | Не розпочався у зв'язку з пандемією коронавірусної хвороби. | Не розпочався у зв'язку з пандемією коронавірусної хвороби. |
| 2021–2022 | Запланований                                                | Запланований                                                | Запланований                                                | Запланований                                                | Запланований                                                |

- ^ завершив регулярний сезон з найкращим показником перемог і поразок.

### Таблиця чемпіонств та призерів за клубами
| Команда             | Золото | Срібло | Бронза | Всього |
| ------------------- | ------ | ------ | ------ | ------ |
| Хайтек Бангкок Сіті | 2      | 0      | 2      | 4      |
| КЛ Дрегонс          | 1      | 1      | 4      | 6      |
| Філіппінас Петріотс | 1      | 1      | 1      | 3      |
| Індонезія Ворріорс  | 1      | 1      | 0      | 2      |
| Сан-Мігель Бірмен   | 1      | 1      | 0      | 2      |
| Гонконг Істерн      | 1      | 0      | 2      | 3      |
| Алаб Піліпінас      | 1      | 0      | 1      | 2      |
| CLS Найтс Індонезія | 1      | 0      | 0      | 1      |
| Сінгапур Слінгерс   | 0      | 3      | 3      | 6      |
| Моно Вампірс        | 0      | 1      | 1      | 2      |
| Сатрія Муда         | 0      | 1      | 0      | 1      |
| Сайгон Хіт          | 0      | 0      | 3      | 3      |
| Макао Блек Беарс    | 0      | 0      | 1      | 1      |
| Всього              | 9      | 9      | 18     | 36     |

- Жирний: діючі команди ліги
- Курсив: команди з-за меж Південно-Східної Азії

## Індивідуальні нагороди
Баскетбольна ліга АСЕАН вручає гравцям 5 індивідуальних нагород: найкращий місцевий гравець, найкращий легіонер, найкращий натуралізований гравець і найкращий гравець оборонної лінії за сезон. Нагороду «Тренер року» присуджують найкращому головному тренеру ліги в сезоні. До сезону 2015—2016 років існувала лише одна нагорода кращому легіонеру, яка називалася нагородою «Найкращий легіонер». Пізніше вона була розділена на дві частини для легіонерів (для гравців, які родом з-за меж Південно-Східної Азії) та для натуралізованих у країнах АСЕАН баскетболістів (для гравців з-за меж Південно-Східної Азії, або гравців з принаймні одним із батьків з країн Південно-Східної Азії). Крім того, з сезону 2012 року присуджують нагороди найкращому захиснику року та нагороду «Тренер року».

### Найцінніші гравці
| Сезон     | Гравець                  | Громадянство | Команда           |
| --------- | ------------------------ | ------------ | ----------------- |
| 2009–2010 | Аттапорн Лертмалайпорн   | Таїланд      | Таїланд Тайгерс   |
| 2010–2011 | Маріо Вуйсанг            | Індонезія    | Сатрія Муда       |
| 2012      | Лео Авенідо              | Філіппіни    | Сан-Мігель Бірмен |
| 2013      | Асі Таулава              | Філіппіни    | Сан-Мігель Бірмен |
| 2014      | Вей Лонг Вонг            | Сінгапур     | Сінгапур Слінгерс |
| 2015–2016 | Вей Лонг Вонг            | Сінгапур     | Сінгапур Слінгерс |
| 2016–2017 | Боббі Рей Паркс-молодший | Філіппіни    | Алаб Піліпінас    |
| 2017–2018 | Боббі Рей Паркс-молодший | Філіппіни    | Алаб Піліпінас    |
| 2018–2019 | Боббі Рей Паркс-молодший | Філіппіни    | Алаб Піліпінас    |

| Сезон     | Гравець           | Громадянство | Команда                    |
| --------- | ----------------- | ------------ | -------------------------- |
| 2009–2010 | Джейсон Діксон    | США          | Філіппінас Петріотс        |
| 2010–2011 | Накія Міллер      | США          | Вестпорт Малайзія Дрегонс  |
| 2012      | Ентоні Джонсон    | США          | Філіппінас Петріотс        |
| 2013      | Крістіен Чарльз   | США          | Таїланд Слеммерс           |
| 2014      | Крістіен Чарльз   | США          | Хайтек Бангкок Сіті        |
| 2015–2016 | Реджі Джонсон     | США          | Вестпортс Малайзія Дрегонс |
| 2016–2017 | Маркус Еліот      | США          | Гонконг Істерн Лонг Лайонс |
| 2017–2018 | Ентоні Такер      | США          | Чонг Сон Кунг-Фу           |
| 2018–2019 | Хав'єр Александер | США          | Сінгапур Слінгерс          |

| Сезон     | Гравець      | Громадянство | Команда                    |
| --------- | ------------ | ------------ | -------------------------- |
| 2015–2016 | Метью Райт   | Філіппіни    | Вестпортс Малайзія Дрегонс |
| 2016–2017 | Тайлер Лемб  | Таїланд      | Гонконг Істерн Лонг Лайонс |
| 2017–2018 | Мік Маккінні | Філіппіни    | Чонг Сон Кунг-Фу           |

| Сезон     | Гравець                  | Громадянство | Команда                    |
| --------- | ------------------------ | ------------ | -------------------------- |
| 2009–2010 | Воррен Ібаньєс           | Філіппіни    | Філіппінас Петріотс        |
| 2010–2011 | Аттапорн Лертмалайпорн   | Таїланд      | Таїланд Слеммерс           |
| 2012      | Еван Брок                | США          | Індонезія Ворріорс         |
| 2013      | Кріс Банчеро             | Філіппіни    | Сан-Мігель Бірмен          |
| 2014      | Джерік Каньяда           | Філіппіни    | Хайтек Бангкок Сіті        |
| 2015–2016 | Джейсон Брікман          | Філіппіни    | Вестпортс Малайзія Дрегонс |
| 2016–2017 | Маркус Еліот             | США          | Гонконг Істерн Лонг Лайонс |
| 2017–2018 | Боббі Рей Паркс-молодший | Філіппіни    | Алаб Піліпінас             |
| 2018–2019 | Максі Ешо                | США          | CLS Найтс Індонезія        |

### Спеціальні нагороди
| Сезон     | Гравець          | Громадянство | Команда                   |
| --------- | ---------------- | ------------ | ------------------------- |
| 2012      | Стівен Томас     | США          | Індонезія Ворріорс        |
| 2013      | Кріс Чарльз      | США          | Таїланд Слеммерс          |
| 2014      | Джастін Вільямс  | США          | Сайгон Хіт                |
| 2015–2016 | Кріс Чарльз      | США          | Хайтек Бангкок Сіті       |
| 2016–2017 | Джастін Говард   | США          | Сінгапур Слінгерс         |
| 2017–2018 | Ренальдо Балкмен | Пуерто-Рико  | Сан-Мігель Алаб Піліпінас |
| 2017–2018 | Кріс Чарльз      | США          | Сінгапур Слінгерс         |
| 2018–2019 | Джон Філдс       | США          | Сінгапур Слінгерс         |

| Сезон     | Тренер            | Громадянство | Команда                    |
| --------- | ----------------- | ------------ | -------------------------- |
| 2012      | Тодд Первес       | США          | Індонезія Ворріорс         |
| 2013      | Лео Аустрія       | Філіппіни    | Сан-Мігель Бірмен          |
| 2014      | Аріель Вангуардія | Філіппіни    | Вестпорт Малайзія Дрегонс  |
| 2015–2016 | Нео Бенг Сіанг    | Сінгапур     | Сінгапур Слінгерс          |
| 2016–2017 | Еду Торрес        | Іспанія      | Гонконг Істерн Лонг Лайонс |
| 2017–2018 | Шарль Дюбе-Бре    | Канада       | Чонг Сон Кунг-Фу           |
| 2018–2019 | Дін Мюррей        | США          | Формоза Дрімерс            |